# 朗格马克环形山
朗格马克环形山（Langemak）是月球背面赤道区的一座大型撞击坑，约形成于晚雨海世，其名称取自苏联科学家及火箭先驱之一格奥尔基·叶里霍维奇·朗格马克（Georgy Erikhovich Langemak，1898年-1938年），1970年被国际天文学联合会正式批准接受。

## 描述

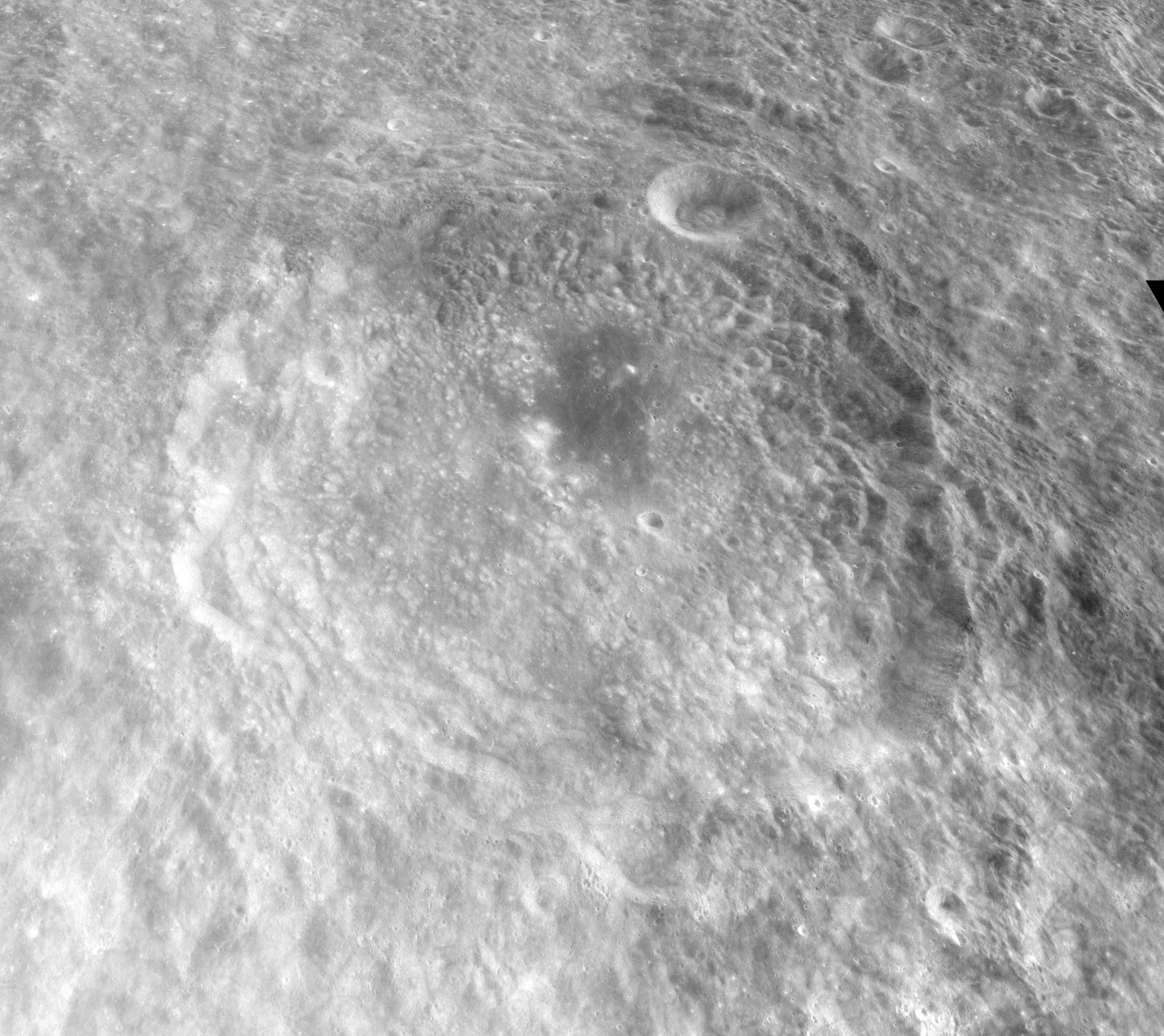
阿波罗17号拍摄的朗格马克环形山朝南斜视图

该环形山西侧毗邻迈特纳环形山；西北和东北分别坐落着维萨里环形山和尼科陨石坑；丹戎环形山位于它的东南偏东；东南偏南则是德尔波特陨石坑；西南横亘着孔德拉秋克环形山。
该陨坑的中心月面坐标为9°56′S 119°27′E / 9.93°S 119.45°E，直径104.8公里，深度为2.8公里。
朗格马克环形山的外侧边缘相对年轻、清晰，环边缘最醒目的撞击坑是覆盖在西南外壁上的谢灵顿陨石坑，其余边缘大致呈圆形，但带有多个朝外的小突角；内侧壁部分地区带有阶地状残迹，坡底显示有岩屑堆积。坑壁高出周边地形1460米，内部容积约有9200公里3。碗状的坑底相对平坦，无典型的地貌结构。中心点附近蜿蜒着一道低矮的山脊。山脊西南直止内壁坡底是一片被熔岩覆盖的低反照率地表；西北和东部地表上纵横着来自尼科陨石坑发出的明亮射纹束。
该环形山所在区域布满了它形成时所溅射的岩石，阿波罗计划期间曾对这些岩石作过分析，后来的克莱门汀号探测数据进一步证实了这些岩石主要是富含铁和镁的火成岩，而非代表月壳特征的长石。

## 卫星陨石坑
按惯例，最靠近朗格马克环形山的卫星坑在月图上以字母标注在该坑中心点的旁边。

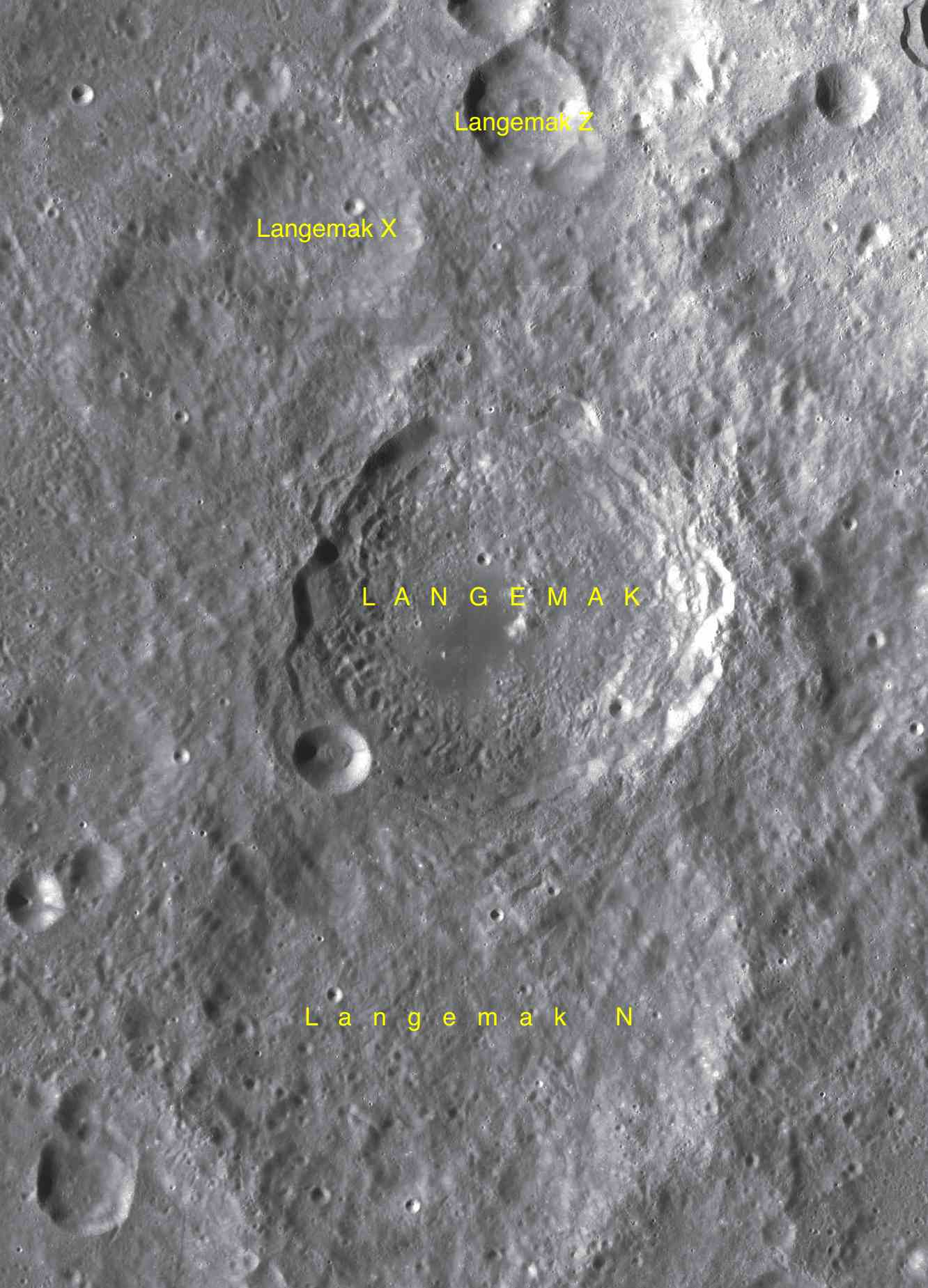
LAC-83 月图

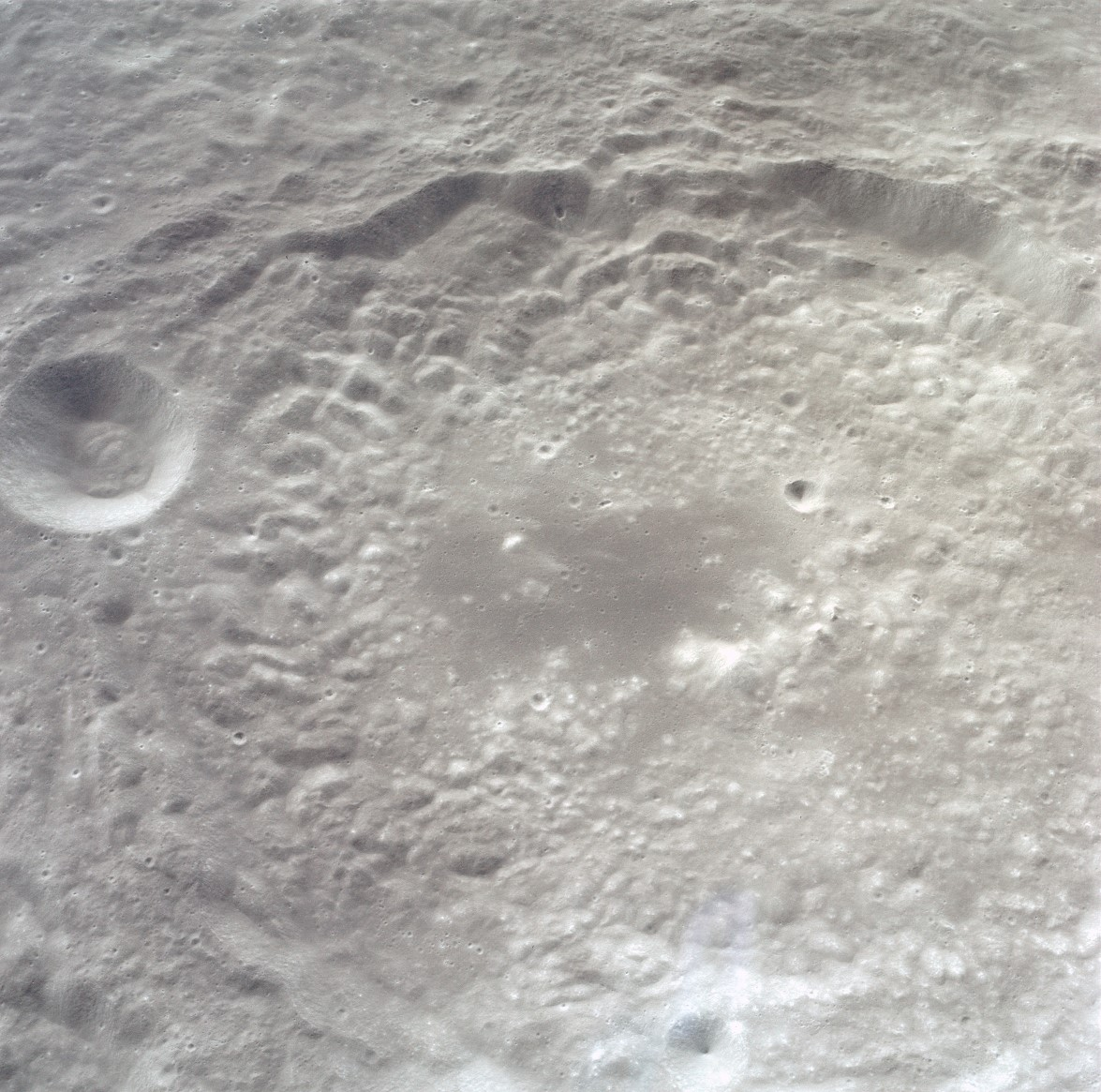
阿波罗17号拍摄的朗格马克环形山朝西斜视图

| 朗格马克 | 纬度    | 经度     | 直径     |
| -------- | ------- | -------- | -------- |
| N        | 12.9° S | 119.0° E | 126 公里 |
| X        | 6.6° S  | 117.5° E | 47 公里  |
| Z        | 5.6° S  | 119.3° E | 27 公里  |

- 卫星坑“朗格马克 N”形成于前酒海纪[1]；
- 卫星坑“朗格马克 Z”形成于酒海纪[1]。

## 延伸阅读
- Andersson, L. E.; Whitaker, E. A. . NASA RP-1097. 1982.
- Blue, Jennifer. . USGS. July 25, 2007  [2007-08-05].
- Bussey, B.; Spudis, P. . New York: Cambridge University Press. 2004. ISBN 0-521-81528-2.
- Cocks, Elijah E.; Cocks, Josiah C. . Tudor Publishers. 1995. ISBN 0-936389-27-3.
- McDowell, Jonathan. . Jonathan's Space Report. July 15, 2007  [2007-10-24].
- Menzel, D. H.; Minnaert, M.; Levin, B.; Dollfus, A.; Bell, B. . Space Science Reviews. 1971-06, 12 (2). Bibcode:1971SSRv...12..136M. ISSN 0038-6308. doi:10.1007/BF00171763 （英语）.
- Moore, Patrick. . Sterling Publishing Co. 2001. ISBN 0-304-35469-4.
- Price, Fred W. . Cambridge University Press. 1988. ISBN 0521335000.
- Rükl, Antonín. . Kalmbach Books. 1990. ISBN 0-913135-17-8.
- Webb, Rev. T. W.  6th revision. Dover. 1962. ISBN 0-486-20917-2.
- Whitaker, Ewen A. . Cambridge University Press. 1999. ISBN 0-521-62248-4.
- Wlasuk, Peter T. . Springer. 2000. ISBN 1852331933.